# Josefina da Fonseca Costa
Josefina da Fonseca Costa, född 1808, död 1896, var en brasiliansk hovfunktionär.
Hon var hovdam åt kejsarinnan, Theresa Christina av Bägge Sicilierna. Hon var känd som kejsarinnas förtrogna, mest inflytelserika hovdam och ständiga sällskap.